# 페트르 바르나
페트르 바르나(1966년 3월 9일 ~)는 체코의 피겨 스케이팅 선수이다.
그는 1992년 유럽 선수권 대회에서 우승했고, 1992년 올림픽에서 동메달을 획득했다.
그는 올림픽에서 쿼드러플 점프를 착지한 최초의 선수였다.

## 개인 생활
바르나는 1966년 3월 9일에 프라하에서 태어났다.

## 생애 및 선수 경력
바르나는 야외 스케이트장에서 스케이트를 배우기 시작한 1972년부터 레슨을 받았다.
그는 1982-83 시즌에 시니어 국가 대표로 나서기 시작했다.
그는 프란티셰크 페차르의 지도를 받았다.
그는 1992년 유럽 선수권 대회에서 금메달을 획득했고, 1992년 알베르빌 동계 올림픽에서 동메달을 획득했다.
그는 자신의 프리 스케이팅에서 쿼드 토 루프를 실시했고, 올림픽에서 쿼드 점프를 착지한 최초의 선수가 되었다.
1992년 세계 선수권 대회에서 6위를 한후, 바르나는 아마추어 무대에서 은퇴했다.

## 대회 성적
| Event             | 1982-83 | 1983-84 | 1984-85 | 1985-86 | 1986-87 | 1987-88 | 1988-89 | 1989-90 | 1990-91 | 1991-92 |
| ----------------- | ------- | ------- | ------- | ------- | ------- | ------- | ------- | ------- | ------- | ------- |
| 동계 올림픽       |         |         |         |         |         | 13th    |         |         |         | 3rd     |
| 세계 선수권 대회  |         | 16th    | 13th    | 16th    | 8th     | 8th     | 5th     | 6th     | 4th     | 6th     |
| NHK 트로피        | 10th    |         |         |         |         |         | 2nd     |         |         |         |
| 동계 유니버시아드 |         |         |         |         | 1st     |         |         |         |         |         |